# Tetralogia
Una tetralogia (o quadrilogia, soprattutto nel caso di opere moderne) è un'opera (letteraria, cinematografica o di altro genere) costituita da quattro opere distinte, ma accomunate da una stessa ispirazione (la parola è formata dal prefisso di origine greca tetra "quattro" seguito da logia "discorso"). Non sempre una tetralogia è stata concepita dall'autore in quanto tale; a volte sono i critici che parlano a posteriori di una "tetralogia" quando trovano che quattro opere di un autore presentino tratti comuni, quali ad esempio l'ambientazione, i personaggi, una tesi o un filo conduttore.

## Esempi
L'anello del Nibelungo di Wagner:
1. Prologo: L'oro del Reno,
2. Primo giorno: La Valchiria,
3. Secondo giorno: Sigfrido,
4. Terzo giorno: Il crepuscolo degli dei.

Altri autori di tetralogie celebri sono:
- Claude Lévi-Strauss, con la serie di quattro opere chiamata Mythologiques:

1. Il crudo e il cotto,
2. Dal miele alle ceneri,
3. Le origini delle buone maniere a tavola,
4. L'uomo nudo.

- Shakespeare, che ne scrisse due:
  - La prima ("tetralogia minore") formata dai tre Enrico VI (parte I, parte II e parte III) con il Riccardo III
  - la seconda ("Enrieide") formata da: Riccardo II, i due Enrico IV (parte I e parte II) ed Enrico V
- Giuseppe Verdi: la cui tetralogia Quattro pezzi sacri comprende:

1. Ave Maria,
2. Stabat Mater,
3. Laudi alla Vergine,
4. Te Deum.

- Thomas Mann, autore di Giuseppe e i suoi fratelli (1933-1942):

1. Le storie di Giacobbe,
2. Il giovane Giuseppe,
3. Giuseppe in Egitto,
4. Giuseppe il Nutritore.

- Yukio Mishima, autore di Il mare della fertilità (1965-1970):

1. Neve di primavera (Haru no yuki),
2. Cavalli in fuga (Honba),
3. Il tempio dell'alba (Akatsuki no tera),
4. La decomposizione dell'angelo (Tennin Gosui).

- Carlos Ruiz Zafón, autore della tetralogia del Cimitero dei libri dimenticati (2001-2016), che comprende:

1. L'ombra del vento,
2. Il gioco dell'angelo,
3. Il prigioniero del cielo,
4. Il labirinto degli spiriti.

- Joyce Carol Oates, autrice della tetralogia dell'Epopea americana (Wonderland Quartet) (1967-1971):

1. Il giardino delle delizie,
2. I ricchi,
3. Loro,
4. Il paese delle meraviglie.

- James Ellroy, autore della tetralogia tetralogia di Los Angeles (Los Angeles Quartet) (1987-1992):

1. Dalia nera,
2. Il grande nulla,
3. L.A. Confidential,
4. White Jazz.

## Esempi di tetralogie cinematografiche
- Arma letale - Arma letale (1987), Arma letale 2 (1989), Arma letale 3 (1992) e Arma letale 4 (1998).
- Avengers - The Avengers (2012), Avengers: Age of Ultron (2015), Avengers: Infinity War (2018) e Avengers: Endgame (2019).
- Hunger Games - Hunger Games (2012), Hunger Games: La ragazza di fuoco (2013), Hunger Games: Il canto della rivolta - Parte 1 (2014) e Hunger Games: Il canto della rivolta - Parte 2 (2015).
- Mad Max - Interceptor (1979), Interceptor - Il guerriero della strada (1981), Mad Max oltre la sfera del tuono (1985) e Mad Max: Fury Road (2015).
- Lo squalo - Lo squalo (1975), Lo squalo 2 (1978), Lo squalo 3 (1983) e Lo squalo 4 - La vendetta (1987).
- Piedone - Piedone lo sbirro (1973), Piedone a Hong Kong (1975), Piedone l'africano (1978) e Piedone d'Egitto (1980).
- Psycho (il 4º è un film per la TV) - Psyco (1960), Psycho II (1983), Psycho III (1986) e Psycho IV (1990).
- Rebuild of Evangelion: Hideaki Anno, regista dell'acclamata serie anime NGE, voluta riproporre al cinema con Evangelion 1.01 (2007), Evangelion 2.0 (2009), Evangelion 3.0 (2012) ed Evangelion: 3.0+1.0 Thrice Upon a Time (2021).
- Shrek - Shrek (2001), Shrek 2 (2004), Shrek terzo (2007) e Shrek e vissero felici e contenti (2010).
- Toy Story - Toy Story - Il mondo dei giocattoli (1995), Toy Story 2 - Woody e Buzz alla riscossa (1999), Toy Story 3 - La grande fuga (2010) e Toy Story 4 (2019).
- Tetralogia sul potere - Moloch (1999), Toro (2000), Il Sole (2005) e Faust (2011).
- Tetralogia di George A. Romero sui morti viventi - La notte dei morti viventi (1968), Zombi (1978), Il giorno degli zombi (1985) e La terra dei morti viventi (2005).
- Riguardo a Michelangelo Antonioni, diversi critici parlano di una "tetralogia di Antonioni" a proposito dei suoi film L'avventura (1960), La notte (1961), L'eclisse (1962) e Il deserto rosso (1964), tutti accomunati da personaggi che sperimentano il disagio dell'alienazione rispetto al contesto in cui vivono.
- Thor - Thor (2011), Thor: The Dark World (2013), Thor: Ragnarok (2017) e Thor: Love and Thunder (2022).
- Matrix (franchise) - Matrix (1999), Matrix Reloaded (2003), Matrix Revolutions (2003) e Matrix Resurrections (2021).
- John Wick - John Wick (2014), John Wick - Capitolo 2 (2017), John Wick 3 - Parabellum (2019) e John Wick 4 (2023).
- Captain America - Captain America - Il primo Vendicatore (2011), Captain America: The Winter Soldier (2014), Captain America: Civil War (2016), Captain America: Brave New World (2025).